# 내재
내재(內在)는 다음과 같은 의미가 있다.
1. 어떤 사물이나 성질이 그것들과는 별개의 것 안에 포함돼 있는 것.
2. 형이상학 등에서 신이 세계의 본질로서 세계 안에 있다는 사고방식.
3. 경험할 수 있는 범위 안에 있는 것.

이데아가 개물(個物)에 내재한다는 것은 그 한 예이다.

## 같이 보기
- 불성
- 하시딤
- 실체
- 신현
- 초월